# São Paulo Gaz Company (time de futebol)
O São Paulo Gaz Company foi um time de futebol formado por funcionários da São Paulo Gaz Company. Em 14 de abril de 1895 o clube enfrentou o São Paulo Railway Company[carece de fontes?] no que é considerada a primeira partida de futebol no Brasil. Sendo assim, o São Paulo Railway Company e o São Paulo Gaz Company foram as primeiras equipes de futebol no país.

## História
No dia 14 de abril de 1895, na Várzea do Carmo, no Brás, em São Paulo, foi realizada a primeira partida de futebol do Brasil, disputada de forma organizada, entre os funcionários da Companhia de Gás de São Paulo (São Paulo Gaz Company) e da Companhia Ferroviária de São Paulo (São Paulo Railway Company) onde o São Paulo Railway, o time que tinha de Charles Miller, venceu por 4 a 2.